# Arborea
Arborea là một đô thị tại tỉnh Oristano, Sardinia, Italia. Kinh tế chủ yếu dựa vào ngành nông nghiệp với các nông sản như ra vào trái cây. Đô thị này được chính quyền phát xít Ý xây vào thập niên 1920 sau khi đào hệ thống thoát nước cho các đầm lầy khu vực. Tên ban đầu là Mussolinia (được đặt vào thời điểm khánh thành ngày 20 tháng 10 năm 1928), và được đổi tên như ngày nay sau thế chiến II.